# Gévaudan

A mai Lozère megye határai (piros) nagyrészt megegyeznek a Gévaudan határaival.

Gévaudan (okcitán nyelven Gavaudan) – történelmi vidék Franciaország déli részén, a Francia-középhegységben, 1790 előtt Languedoc tartomány része volt. 1790-ben Lozère megyét hozták létre területén, kisebb része (Saugues környéke) Haute-Loire megyéhez került. A tartomány nevét a leginkább a gévaudani fenevad tette ismertté, amely 1764-1767 között terrorizálta Gévaudan északi részének falvait, mintegy 300 ember halálát okozva.

## Története

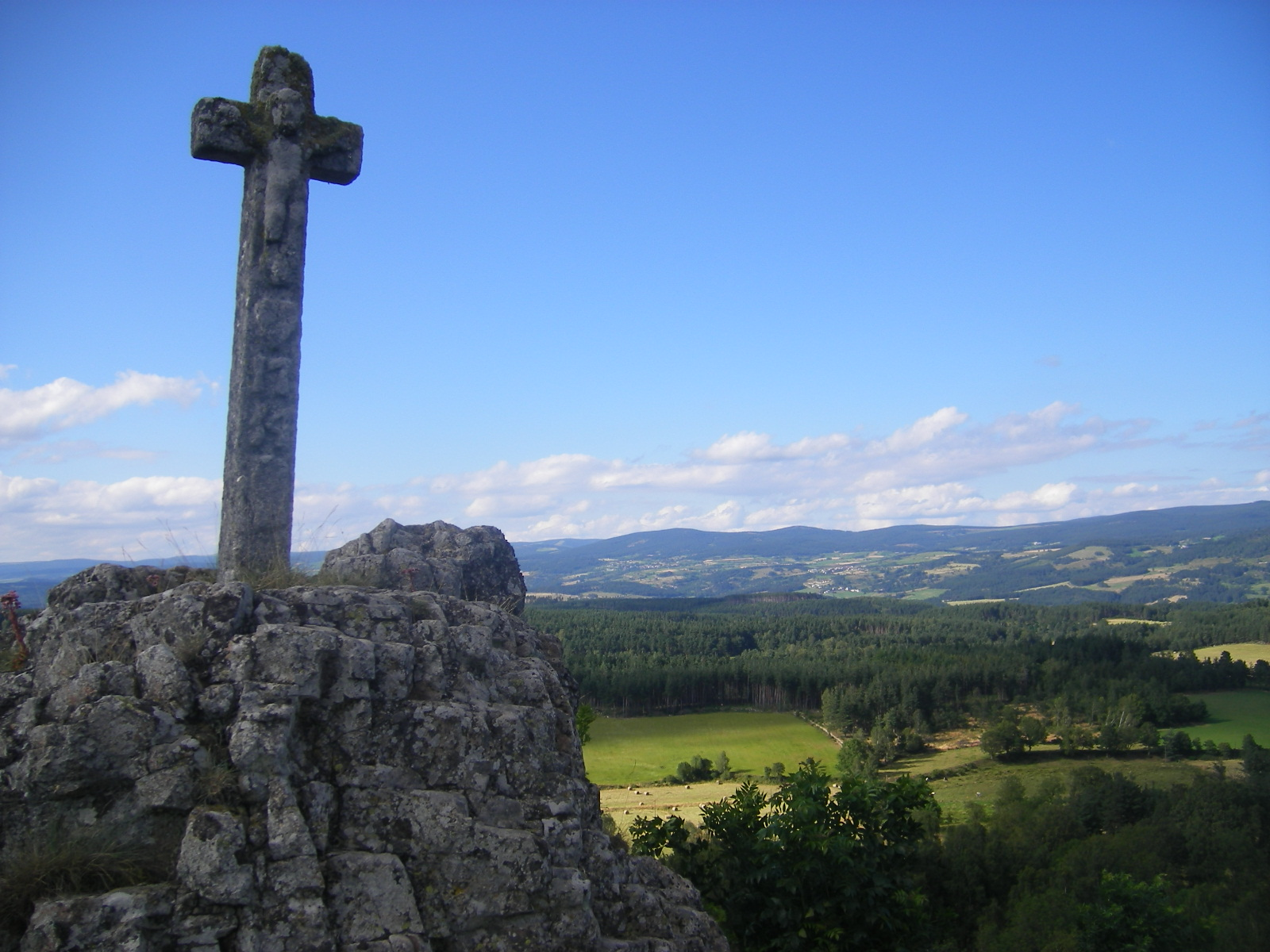
Jellegzetes felső-gévaudani táj (Apcher, Prunières)

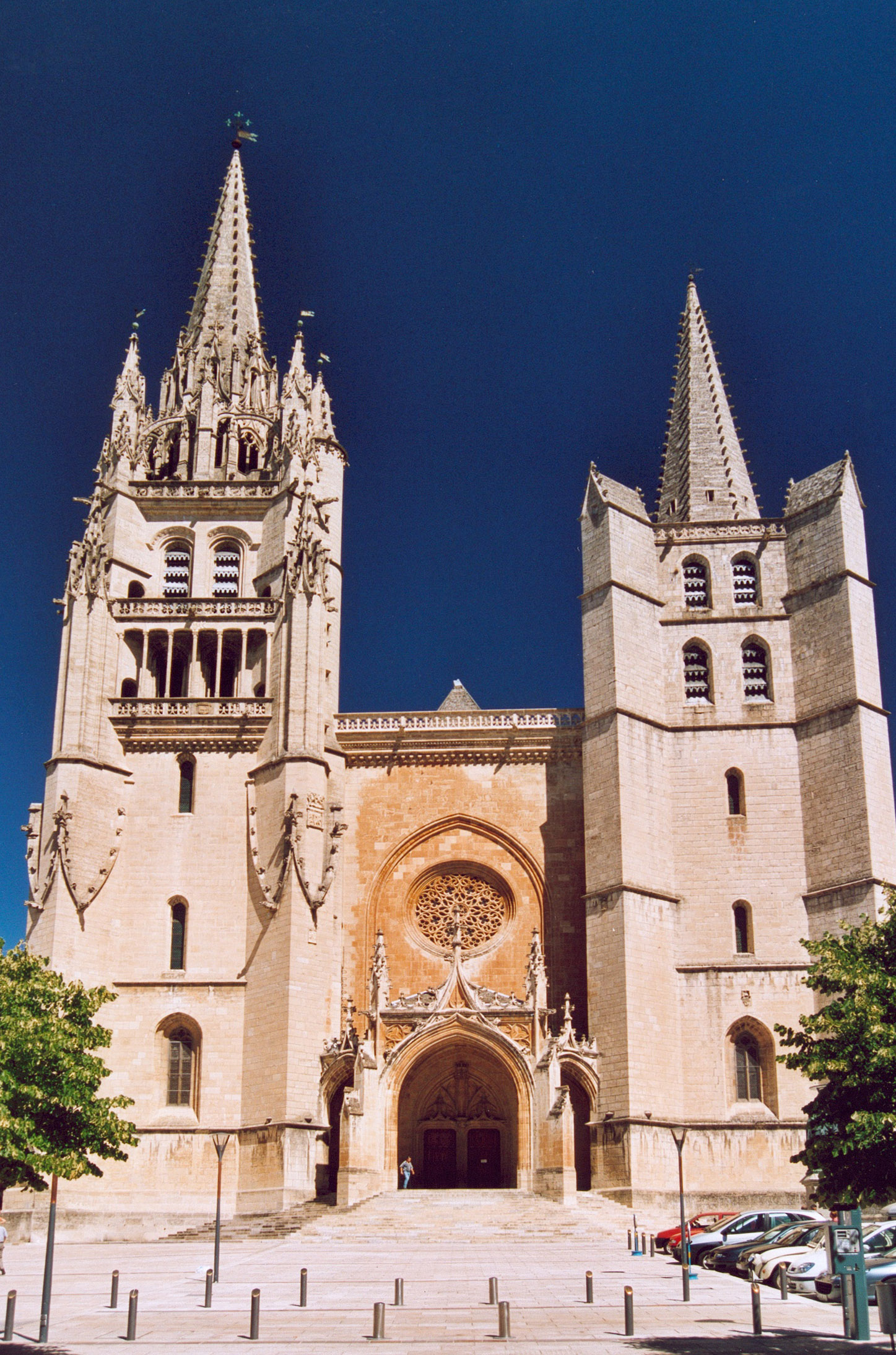
A mende-i püspöki katedrális

A tartomány nevét az ókorban itt élt gall törzsről, a gabalokról kapta. A terület a megalitikum óta lakott volt, déli részén (főként a causse-fennsíkokon) számos dolmen maradt fenn. A gabalok székhelye Anderitum (a mai Javols) volt, Vercingetorix oldalán harcoltak Julius Caesar ellen. A római korban 4 jelentősebb település volt itt: Anderitum, Condate (Chapeauroux), Gredone (Grèzes) és Ad Silanum (az Aubrac-hegységben, a mai Nasbinals környékén). Már ekkoriban is híres volt sajtjairól, melyek Rómába is eljutottak.
A középkorban a terület Gabalitanus Pagus néven szerepelt. 1096-ig a toulouse-i grófok hűbérbirtoka volt. Ekkor az egyre növekvő hatalmú mende-i püspökök uralma alá került, akik a francia király hűbéresei voltak, hatalmukat VII. Lajos aranybullája is szentesítette. Ezzel Gévaudan lett az első okcitán nyelvű terület, mely a Francia Királyság részévé vált. Központja a püspök székhelye, a Szt. Privat sírja körül zarándokhelyből kialakult Mende városa lett. 1307-től a mendei püspökök egyben a Gévaudan grófja címet is viselték. A középkori Gévaudan 8 báróságból (Apcher, Canilhac, Cénaret, Florac, Mercoeur, Peyre, Randon, Tournel) állt.
A késő középkorban az itt keresztülhaladó, Santiago de Compostelába vezető zarándokút (a Le Puyből induló Via Podiensis) révén viszonylag gazdag vidéknek számított. A 16. században azonban a vallásháborúk pusztításai révén (a hugenottáknak a Cévennekben volt az egyik legerősebb bázisa) hátramaradt a fejlődésben és szegény, főként állattenyésztésből élő vidékké vált, ahonnan már a 18. században megkezdődött a lakosság elvándorlása. A francia forradalom megszüntette a régi tartományi rendszert, Gévaudan nagy részéből hozták létre Lozère megyét 1790. január 4-én.

## Kapcsolódó szócikk
- Lozère